# Coupe d'Irlande de football 1948-1949
Navigation
Édition précédente Édition suivante
La Coupe d'Irlande de football 1948-1949, en anglais The Football Association of Ireland Challenge Cup, est la 28e édition de la Coupe d'Irlande de football organisée par la Fédération d'Irlande de football. La compétition commence le 19 février 1949, pour se terminer le 10 avril 1949. Les Shamrock Rovers remporte pour la deuxième fois la compétition en battant en finale le Shelbourne FC.

## Organisation
La compétition rassemble douze clubs. Ils évoluent dans le championnat d'Irlande ou en Leinster League. Le nombre de clubs inscrits rend obligatoire un deuxième tour incomplet : deux équipes sont tirées au sort et sont directement qualifiées pour les demi-finales.

## Premier tour
Les matchs se déroulent les 19 et 20 février 1949. Le match d'appui a lieu le 23 février 1949.
| Club recevant             | Score | Club visiteur             | Date            |
| ------------------------- | ----- | ------------------------- | --------------- |
| Shamrock Rovers           | 1-1   | St. Patrick's Athletic FC | 19 février 1949 |
| St. Patrick's Athletic FC | 2-1   | Shamrock Rovers           | 23 février 1949 |
| Drumcondra Football Club  | 2-0   | Limerick Football Club    | 20 février      |
| Dundalk FC                | 4-1   | Cork Athletic             | 20 février      |
| Freebooters FC            | 0-3   | Shelbourne FC             | 20 février      |
| Transport FC              | 2-0   | Sligo Rovers              | 20 février      |
| Waterford United          | 4-0   | Bohemian FC               | 20 février      |

## Deuxième tour
Les matchs se déroulent les 5 et 9 mars 1949. 
| Club recevant             | Score | Club visiteur | Date        |
| ------------------------- | ----- | ------------- | ----------- |
| St. Patrick's Athletic FC | 0-1   | Shelbourne FC | 5 mars 1949 |
| Drumcondra Football Club  | 4-0   | Transport FC  | 9 mars      |

Dundalk FC et Waterford United sont exemptés de ce tour par tirage au sort. Ils sont directement qualifiés pour les demi-finales.

## Demi-finales
Les matchs se déroulent les 26 et 27 mars 1949. Ils se déroulent à Dalymount Park et à Milltown à Dublin. Le match d'appui est organisé le 30 mars.
| Première demi-finale | Drumcondra Football Club | 2-2 | Dundalk Football Club | Milltown, Dublin |  |
| 26 mars 1949         | Ward · Glynn             |     | J. Walsh · Henderson  |                  |  |

| Première demi-finale, match d'appui | Dundalk Football Club             | 2-0 | Drumcondra Football Club | Dalymount Park, Dublin |  |
| 30 mars 1949                        | Eamon Hamilton · Ronnie Henderson |     |                          |                        |  |

| Deuxième demi-finale | Shelbourne Football Club                | 3-1 | Waterford United | Dalymount Park, Dublin |  |
| 27 mars 1949         | Peter Keely · Cranley · Brendan Carroll |     |                  |                        |  |

## Finale
La finale a lieu le 10 avril 1949. Elle se déroule devant 28 539 spectateurs rassemblés dans le Dalymount Park à Dublin. Dundalk remporte le match sur le score de trois buts à zéro. C'est la deuxième victoire du club dans la compétition.
| Finale        | Dundalk Football Club | 3-0     | Shelbourne Football Club | Dalymount Park, Dublin                              |                                                     |
| 10 avril 1949 | Jackie Walsh 20e 68e · Ronnie Henderson 41e | (2-0)   | | Spectateurs : 28 539 Arbitrage : E. Boland (Dublin) | Spectateurs : 28 539 Arbitrage : E. Boland (Dublin) |
| 10 avril 1949 | Alex Anderson, John Fearon, John Maguire, Philip Murphy, Michael Skivington, Nicholas 'Johnny' Matthews, Peadar Walsh, Danny McElhinney, Ronnie Henderson, Eamonn Hamilton, Jackie Walsh. | Équipes | Norman Tapkin, John Murphy, Sean Haughey, Dickie Rooney, Shay Nolan, Peter Keely, Martin Colfer, Arthur Fitzsimmons, Brendan Carroll, Peter Desmond, Gerry Malone. | Spectateurs : 28 539 Arbitrage : E. Boland (Dublin) | Spectateurs : 28 539 Arbitrage : E. Boland (Dublin) |